# Xã Mehurin, Quận Lac qui Parle, Minnesota
Xã Mehurin (tiếng Anh: Mehurin Township) là một xã thuộc quận Lac qui Parle, tiểu bang Minnesota, Hoa Kỳ. Năm 2010, dân số của xã này là 77 người.